# 洋野町立種市中学校
洋野町立種市中学校（ひろのちょうりつ たねいちちゅうがっこう）は、岩手県九戸郡洋野町の旧種市町域にある公立中学校。

## 沿革
- 1947年（昭和22年）4月1日 - 学制改革により、種市村立種市中学校設立。
- 1951年（昭和26年）4月1日 - 種市村の町制施行により、種市町立種市中学校に改称。
- 1961年（昭和36年）4月1日 - 平内中学校を統合。
- 2006年（平成18年）
  - 1月1日 - 種市町と大野村が合併した洋野町発足により、洋野町立種市中学校に改称。
  - 4月1日 - 大和中学校を統合。
- 2009年（平成21年）3月 - 校舎改築工事竣工[1]。
- 2012年（平成24年）4月1日 - 角浜中学校と城内中学校を統合。
- 2020年（令和2年）4月1日 - 宿戸中学校を統合。

## 学区
出典
- 種市小学校区域
  - 鹿糠、緑町、小路合、横手、住吉町、大町、一区、二区、三区、四区、小橋、緑ヶ丘町、川尻、平内、麦沢、城内、滝沢、大沢、和座、大谷、高取
- 宿戸小学校区域
  - 八木北、八木南、宿戸、戸類家、玉川、小子内
- 角浜小学校区域
  - 角浜、伝吉

## アクセス
- 洋野町営バス大沢線「緑ヶ丘」バス停下車後、徒歩約700m・約13分。
- JR八戸線種市駅から、
  - 徒歩1.3km、約24分（最短ルートを移動した場合）。
  - 車で約1.6km、約4分。
- 洋野町役場種市庁舎（旧種市町役場）から、車で約1.8km・約4分。

## 周辺
- 岩手県道20号軽米種市線
- 国道45号
- 種市屋内温水プール
- 洋野消防署
- 社会福祉法人若葉福祉会みどりが丘保育園
- ファミリーマート